# John T. Schiller
John Todd Schiller (* 1. Januar 1953 in  Madison, Wisconsin) ist ein US-amerikanischer Mikrobiologe, Virologe und Molekularbiologe.
John Schiller studierte Molekularbiologe an der University of Wisconsin in Madison mit dem Bachelor-Abschluss 1975 und wurde 1982 an der University of Washington in Mikrobiologie promoviert. Seine Dissertationsarbeit trug den Titel Relationship of Plasmids from Corynebacterium diphtheriae and aerobic skin Coryneforms. Danach war er am Laboratory of Cellular Oncology der National Institutes of Health (NIH) zunächst als Postdoktorand und wurde 1986 Senior Staff Fellow sowie 1992 Senior Investigator. Ab 1998 leitete er die Abteilung neoplastische Erkrankungen, 2000 wurde er stellvertretender Laborleiter und 2016 Distinguished Investigator der NIH.
Er ist bekannt für die Erforschung der Molekularbiologie der Humanen Papillomviren (HPV) und der Entwicklung eines Impfstoffs zur Prophylaxe gegen diesen mit Douglas R. Lowy. Daraus entstanden die kommerziellen Impfstoffe Cervarix und Gardasil. Sein Labor entwickelt auch Methoden, mit Hilfe der Kapsiden des HPV Therapien gegen Krebs zu entwickeln, da diese eine Präferenz für die Bindung an Tumorzellen haben.
2017 erhielt er mit Douglas R. Lowy den Lasker~DeBakey Clinical Medical Research Award und den Joseph Public Health Award der American Society for Microbiology, 2018 den Szent-Györgyi Prize. 2011 erhielt er die Albert-Sabine-Goldmedaille, 2007 die Service to America Medal (Federal Employee of the Year) und 2014 (für 2012) die National Medal of Technology and Innovation. 2020 wurde Schiller in die National Academy of Sciences gewählt. 2022 wer er einer der Gewinner des Prinz-Mahidol-Preises.